# Черепашинецька сільська рада
| Черепашинецька сільська рада — орган місцевого самоврядування у Калинівському районі Вінницької області з адміністративним центром у с. Черепашинці. Сільській раді підпорядковані населені пункти: - с. Черепашинці |

## Склад ради
Рада складається з 16 депутатів та голови.

## Керівний склад сільської ради
| ПІБ                      | Основні відомості                                                    | Дата обрання | Дата звільнення |
| ------------------------ | -------------------------------------------------------------------- | ------------ | --------------- |
| Захарчук Марія Петрівна  | Сільський голова, 1955 року народження, освіта, член народної партії | 26.03.2006   | 26.11.2008      |
| Черниш Наталія Сергіївна | Сільський голова, 1981 року народження, освіта, позапартійна         | 03.05.2009   | 31.10.2010      |
| Черниш Наталья Сергіївна | Сільський голова, 1981 року народження, освіта вища, безпартійний    | 31.10.2010   |                 |

Примітка: таблиця складена за даними джерела